# Robert Wall
Robert Wall, nome d'arte di Robert Alan "Bob" Wall (San Jose, 22 agosto 1939 – Los Angeles, 30 gennaio 2022), è stato un attore statunitense, famoso per la partecipazione in diversi film di arti marziali.

## Biografia
Wall è un ex campione del mondo dei pesi massimi di kickboxing. Egli ha partecipato a una serie di film di arti marziali, dei quali due con Bruce Lee: L'urlo di Chen terrorizza anche l'occidente e I 3 dell'operazione Drago. Appare anche nell'apocrifo L'ultimo combattimento di Chen. Tra le arti marziali Wall ha studiato karate di Okinawa-te e Taekwondo stile WTF sotto Gordon Doversola. Nel 1966, Wall insieme al campione di karate Joe Lewis ha aperto il famoso Sherman Oaks Karate Studio in Sherman Oaks, California. Nel 1968 Lewis ha venduto la sua quota di studio a Chuck Norris. Più recentemente, nel 2009, Wall ha interpretato il ruolo di una guardia del corpo nel film Blood and Bone.
È morto a Los Angeles il 30 gennaio 2022 ad 82 anni; la famiglia ha reso pubblica la notizia solo il giorno successivo.

## Vita privata
Wall è stato sposato per 40 anni con la sua unica moglie Lilian e aveva due figlie: Shana e Kara.

## Filmografia
- L'urlo di Chen terrorizza anche l'occidente (Way of the Dragon), regia di Bruce Lee (1972)
- I 3 dell'operazione Drago (Enter the Dragon), regia di Robert Clouse (1973)
- Johnny lo svelto (Black Belt Jones), regia di Robert Clouse (1974)
- L'ultimo combattimento di Chen (Game of Death), regia di Robert Clouse (1978)
- L'invincibile ninja, regia di Menahem Golan (1981)
- Il codice del silenzio, regia di Andrew Davis (1985)
- Invasion U.S.A., regia di Joseph Zito (1985)
- Il tempio di fuoco, regia di J. Lee Thompson (1986)
- Un eroe per il terrore (Hero and the Terror), regia di William Tannen (1988)
- Pugno d'acciaio, regia di Aaron Norris (1992)
- Walker Texas Ranger - serie TV, 5 episodi (1997-2001)
- Sci-Fighter, regia di Art Camacho (2004)
- Blood and Bone, regia di Ben Ramsey (2009)